# Pisinna zosterophila
Pisinna zosterophila is een slakkensoort uit de familie van de Anabathridae. De wetenschappelijke naam van de soort is voor het eerst geldig gepubliceerd in 1905 door Webster.